# Erwin Engeler

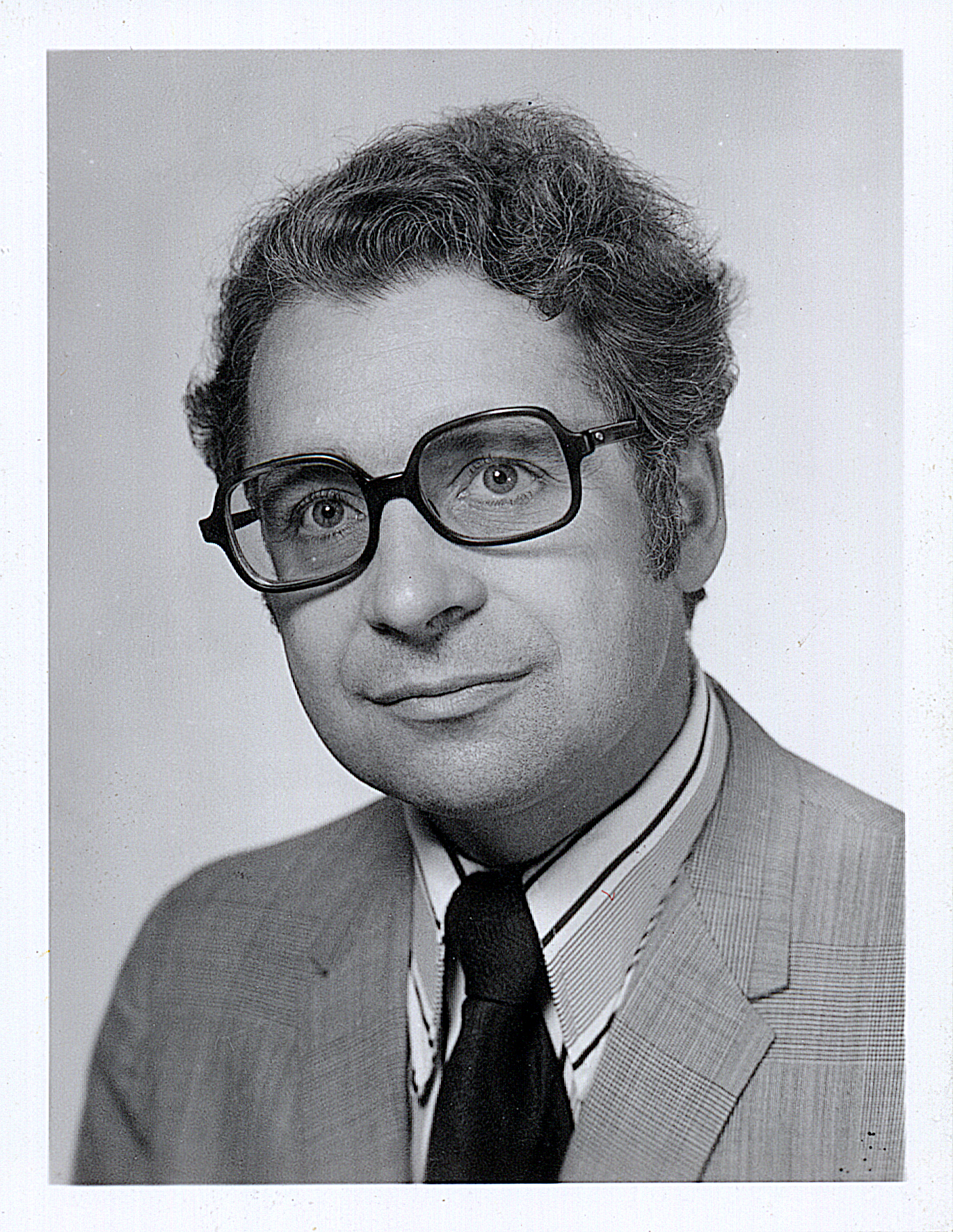
Erwin Engeler (ca. 1975)

Erwin Engeler (* 13. Februar 1930) ist ein Schweizer Mathematiker, der im 20. Jahrhundert wegweisende Arbeiten zu den Wechselbeziehungen zwischen Logik, Informatik und wissenschaftlichem Rechnen geleistet hat. Er war einer der Studenten von Paul Bernays an der ETH Zürich.
Nach seiner Promotion zu "Untersuchungen zur Modelltheorie" (1958) verbrachte Engeler vierzehn Jahre in den Vereinigten Staaten und lehrte an der University of Minnesota und an der University of California, Berkeley. 1959 steuerte er einen unabhängigen Beweis mehrerer äquivalenter Bedingungen zur Omega-Kategorizität bei, einem wichtigen Konzept in der Modelltheorie. 1972 kehrte er als ordentlicher Professor für Logik und Informatik an die ETH Zürich zurück. Seine Einführungsvorlesung mit dem Titel „Die Herausforderung des Computers an die Wissenschaft“ hielt er am 7. Januar 1972. Bis zu seiner Emeritierung 1997 blieb er an der ETH Zürich tätig. Seine Abschiedsvorlesung am 10. Dezember 1996 befasste sich mit dem Thema "Wie die Mathematik zum Computer kam".
Der Academia Europaea gehört er seit 1991 als ordentliches Mitglied an. Engeler wurde 1995 zum Fellow der Association for Computing Machinery ernannt.
Zu seinen Doktoranden zählt Preda Mihăilescu. 